# Khe Ba Giang
Khe Ba Giang là một con sông đổ ra Sông Ngàn Sâu. Sông có chiều dài 17 km và diện tích lưu vực là 86 km². Khe Ba Giang chảy qua các tỉnh Hà Tĩnh, Quảng Bình .